# Lekkoatletyka na Letnich Igrzyskach Paraolimpijskich 2004 – pchnięcie kulą kl. F40 mężczyzn
W pchnięciu kulą kl. F40 (zawodnicy z amputowanymi kończynami) mężczyzn podczas Letnich Igrzysk Paraolimpijskich 2004 rywalizowało ze sobą 6 zawodników.

## Wyniki

### Finał
| Poz. | Zawodnik           | Narodowość        | Rezultat | Uwagi |
| ---- | ------------------ | ----------------- | -------- | ----- |
| 1    | Marek Margoc       | Słowacja          | 10.13    |       |
| 2    | Lutz Langer        | Niemcy            | 9.67     |       |
| 3    | Ashgar Zarei Nejad | Iran              | 9.52     |       |
| 4    | Ulrich Spengler    | Niemcy            | 8.85     |       |
| 5    | Scott Danberg      | Stany Zjednoczone | 8.78     |       |
| 6    | Rainer Schwinden   | Niemcy            | 8.55     |       |